# (20164) Janzajíc
(20164) Janzajíc ist ein Asteroid des Hauptgürtels, der am 9. November 1996 von den tschechischen Astronomen Jana Tichá und Miloš Tichý am Kleť-Observatorium (IAU-Code 046) in Tschechien entdeckt wurde.
Benannt wurde der Asteroid am 2. September 2001 nach dem tschechischen Studenten Jan Zajíc (1950–1969), der sich am 25. Februar 1969 als Protest gegen die Besetzung der Tschechoslowakei durch sowjetische Truppen auf dem Wenzelsplatz in Prag selbst verbrannte.